# Cola Cao
Cola Cao és una marca de cacau en pols creada l'any 1946 per Nutrexpa, i actualment propietat d'Idilia Foods.

## Història
El 1955, Nutrexpa va llançar una campanya publicitària a la ràdio amb la Cançó del Negrito, en la qual s'anunciava com «esmorzar i berenar ideal», i va ser composta per Aureli Jordi Dotras i cantada per Roberto Rizo. A causa de l''èxit, el 1956 Cola Cao va patrocinar la radionovel·la Matilde, Perico i Periquín.
El 1962, amb l'arribada de la televisió a Espanya, començaren els primers spots publicitaris, que adaptaren la sintonia radiofònica a uns dibuixos animats. El 1972, Cola Cao passà a ser un «aliment olímpic» com a patrocinador dels Jocs Olímpics de Múnic. Als anys 1980 es va introduir Cola Cao VIT, una versió instantània i enriquida amb vitamines, que va deixar-se de produir a finals de la dècada. El 1989, Cola Cao arribà a la Xina (高乐高 Gao-le-Gao), i l'any 1992 tornà a ser un «aliment olímpic» als Jocs Olímpics de Barcelona.
A mitjans dels 1990, amb l'eslògan «el mateix sabor de Cola Cao amb la meitat de calories», es llançà una versió sense sucre i amb edulcorants anomenada Cola Cao baix en calories, que després canvià a Cola Cao Light. A finals de la dècada i principis del segle xxi, reaparegué una versió instantània del producte, aquesta vegada anomenada Cola Cao Turbo. Amb el seu llançament, el clàssic es rebatejà com a Cola Cao Original. També existeixen varietats com el «Cola Cao complet» (amb fibres i cereals) i «Cola Cao fibra» (amb un alt contingut en fibra). A més, compta amb una línia de batuts de xocolata coneguda com a «Cola Cao energy».